# شهرستان ششتمد
شهرستان ششتمد یکی از شهرستان‌های غرب استان خراسان رضوی ایران است. این شهرستان از شمال با بخش مرکزی شهرستان سبزوار، از غرب با بخش روداب شهرستان سبزوار، از شرق با شهرستان میان‌جلگه، از جنوب با بخش مرکزی شهرستان بردسکن و از جنوب‌شرقی با بخش بررود شهرستان کوهسرخ همسایه است.  این شهرستان در سال ۱۳۹۹ از شهرستان سبزوار جدا و مستقل شده‌است.

## موقعیت
شهرستان ششتمد در حاشیه جاده ترانزیتی بردسکن - سبزوار واقع شده‌است. این جاده، استان‌های کرمان، سیستان و بلوچستان، خراسان جنوبی و شهرستان‌های جنوبی استان خراسان رضوی را به تهران متصل می‌کند. در حوزه ریلی این شهرستان در مسیر راه‌آهن سراسری در حال ساخت سبزوار - کاشمر قرار دارد.

## تقسیمات کشوری
در اولین تقسیمات سیاسی – اداری در سال ۱۳۱۶، ششتمد به عنوان بخش جنوبی شهرستان سبزوار معرفی و در سال ۱۳۱۸ بخشداری ششتمد تأسیس و فعالیت خود را آغاز نمود. بخش ششتمد تا سال ۱۳۶۶، ۷ دهستان، ۹۱۷۷ کیلومتر مربع وسعت و ۵۲۶ آبادی داشت. در مرداد ماه ۱۳۶۶ بر اساس مصوبه ۴۹۱۲۶/ت۵۹۹ هیئت وزیران، سه دهستان خواشد، فروغن، کوه همایی از بخش ششتمد مجزا گردیده و بخش روداب به مرکزیت روستای رودآب را تشکیل دادند.
در ۲۴ اردیبهشت ماه ۱۳۹۹ بخش ششتمد براساس مصوبه شماره۱۷۲۷۹/ت۵۵۰۴۸ هیئت وزیران از شهرستان سبزوار منتزع گردید و به شهرستان ارتقا یافت. در حال حاضر شهرستان ششتمد با ۲ بخش، ۴ دهستان و ۲۸۴ آبادی و ۳۷۸۶ کیلومتر متر مربع به حیات خود ادامه می‌دهد.
- شهرستان ششتمد
- بخش مرکزی:
  - دهستان بیهق
  - دهستان تکاب کوه‌میش

شهرها: ششتمد
- بخش شامکان:
  - دهستان ربع شامات
  - دهستان شامکان

شهر: شامکان

## اماکن تاریخی، آثار باستانی و جهانگردی

### جاذبه‌های طبیعی

#### رودخانه ششتمد
رودخانه ششتمد به طول ۳۵ کیلومتر و شیب متوسط ۴/۳ درصد با دبی پایه ۲۰ لیتر در ثانیه از کوه ۲۰۱۰ متری بنوو در دامنه شمال شرقی کوه شاهزاده ابوالقاسم سرچشمه می‌گیرد. این رودخانه از طریق سه جریان زیرزمینی به صورت چشمه‌های تراوشی به نام‌های سرروی، میان روی و چشمه قربانو تغذیه می‌شود. با احداث یک سد خاکی بر روی این رودخانه ذخیره‌سازی آب تا اواسط تیرماه امکان‌پذیر شده‌است. به دلیل موقعیت مناسب رودخانه ششتمد برای فعالیت‌های اکوتوریستی طرح گردشگری سامان پارت در اطراف آن در حال اجرا است.

#### چنار کیذقان
چنار کیذقان در روستای کیذقان و در فاصله ۱۲ کیلومتری از شهر ششتمد و ۴۰ کیلومتری از شهر سبزوار واقع شده‌است. قدمت این چنار بیش از ۲۵۰۰ است. این چنار کهنسال و زیبا حدود شش متر قطر و حدود ۲۰ تا ۲۲ متر ارتفاع دارد و محیط آن ۲۸ متر است. با توجه به قطر قابل توجه این درخت، در چند سال گذشته به‌طور طبیعی داخل آن شکافی ایجاد شده که از آن به عنوان کفاشی استفاده و به مرور زمان این شکاف ترمیم شده‌است. این درخت با توجه به روایات کتاب تاریخ بیهق اثر 'علی ابن زید بیهقی' که در قرن ششم هجری قمری نوشته شده کهن‌ترین موجود زنده خراسان است. طول سایه انداز چنار روستای کیذقان در طلوع و غروب بیش از ۲۰۰ متر و در ظهر بین ۱۰ تا ۲۰ متر است. این درخت کهن‌سال که در کنار جوی آب اصلی قنات روستا قرار گرفته، دارای ظاهری پرچوب با پوست سبز مایل به مفرغی، ریشه‌های قوی و عمیق، تنه مستقل، تاج گسترده و شاخه‌های قوی است که در جهات مختلف می‌روید. چنار۲۵۰۰ ساله روستای کیذقان در فهرست میراث طبیعی ملی به ثبت رسیده‌است.

#### کوه‌نوردی و طبیعت گردی در رشته‌کوه میش
رشته‌کوه میش به طول ۹۰ کیلومتر از شمال شهرستان بردسکن آغاز و تا کویر مزینان امتداد می‌یابد. بلندترین قله این رشته کوه، قله شاهزاده ابوالقاسم به ارتفاع ۲۸۱۳ متر است. این کوه سرچشمه رودهای متعددی است که به صورت چشمه‌سارهایی از منافذ و شکستگی‌های عمیق کوه خارج شده و کیفیت مناسبی دارند. در این کوهستان دیواره‌هایی وجود دارد که تاکنون مسیر برخی از آنها جهت فعالیتهای صخره‌نوردی باز گشایی شده و در حال حاضر دیواره سرتخت ششتمد از سوی تربیت بدنی شهرستان سبزوار جهت تمرینات صخره‌نوردی ابزارگذاری و میخ کوبی شده‌است. راه دسترسی به کوه شاهزاده ابولقاسم از طریق روستای پادر است. طبیعت زیبا و قله‌های متعدد، رشته کوه میش را به مکانی برای صعود کوهنوردان و علاقه مندان به طبیعت تبدیل نموده‌است.

#### غار پادر
غار پادر بر روی دامنه جنوبی کوه سفید و در ارتفاع ۲۳۰۰ متری شمال شرقی روستای پادر و ۱۵ کیلومتری جنوب شرقی شهر ششتمد واقع شده‌است. این غار به صورت یک شکاف گسلی با شیبی ملایم در عمق کوهستان امتداد می‌یابد. این شکاف گسلی توسط یک راهروی فرعی به سمت شرق کشیده شده‌است. به دلیل ریزش سنگ از سقف غار مجرای فرعی آن مسدود شده و عمق نامعلومی دارد. ابعاد ورودی غار ۱ در ۱/۲۰ متر می‌باشد که پس از ورود به داخل غارحفره وسیع تری نمایان می‌گردد. در فصل بهار به دلیل ذوب برف از دامنه فوقانی و جریان یافتن آن از روزنه‌های موجود در سقف، ورود به داخل غار مشکل است. در جلو دهلیز انتهایی غار، حفره ای دیده می‌شود که در فصل بهار پرآب شده و به دلیل پایین بودن دما و تبخیر می‌تواند مدت‌ها آب را در خود ذخیره کند.

#### دره‌های ییلاقی
دره‌های ییلاقی ششتمد، گاچ، بسک، کیذقان، باغ خیرات از مهم‌ترین مناطق پرجاذبه اکوتوریستی در دامنه‌های جنوبی کوه شاهزاده ابوالقاسم محسوب می‌شود که در تعطیلات با ازدحام گردشگر روبروست. در انتهای دره مشجر رودخانه گاچ مسیر مناسبی جهت دسترسی به مزار شاهزاده ابوالقاسم در ارتفاع ۲۸۱۳ متری وجود دارد. پوشش گیاهی از گل‌های وحشی، گیاه طبی افدرا، زالک وحشی، آویشن و گونه‌های درختچه‌های کوهستانی در این دره دیده می‌شود.

#### سد سنگرد
سد سنگرد در ۷۵ کیلومتری جنوب شرق سبزوار و روستای سنجرد واقع شده‌است. این سد با ارتفاع ۴۳ متر و طول تاج ۴۳۰ متر و عرض ۱۰ متر و حجم مخزن ۳۰ میلیون متر مکعب و طول دریاچه ۲۱۴۰ متر و با ۱۴۰ میلیارد هزینه توسط وزارت نیرو ساخته شده و دارای قابلیت‌های اکوتوریستی و تفرجگاهی است که در صورت برنامه‌ریزی واجرای طرح‌ها می‌تواند به یک قطب مهم در زمینه ورزش‌های آبی و ماهگیری تبدیل شود.

## فرهنگ و مذهب
مردم شهرستان ششتمد به زبان فارسی خراسانی با گویش سبزواری صحبت می‌کنند.مردم این شهرستان شیعه مذهب هستند.

## جمعیت
بنابر سرشماری مرکز آمار ایران، جمعیت شهرستان ششتمد در سال ۱۳۹۵ هجری خورشیدی برابر با ۲۴٬۲۶۱ نفر بوده‌است